# ادگار وارز
ادگار وارز (به فرانسوی: Edgard Varèse) آهنگساز فرانسوی، در ۲۲ نوامبر ۱۸۸۳ در پاریس به دنیا آمد و در ۶ نوامبر ۱۹۶۵ در نیویورک در گذشت. او از آهنگسازان دوران مدرن است.

## زندگی
تحصیلات مهندسی خود را نیمه کاره گذاشت تا تمام وقت خود را صرف موسیقی کند. برای تحصیل نزد ونسان دندی وارد «اسکولا کانتروم» شد سپس نزد شارل ماری ویدر در هنرستان موسیقی (کنسرواتوار) پاریس تحصیلات خود را ادامه داد. او از دوستان فروچیو بوزونی و کلود دبوسی بود. در سال ۱۹۱۵ بدیل شرایط بد موسیقی در اروپا به آمریکا مهاجرت کرد، در آمریکا به رهبری ارکستر پرداخت و «نیو سیمفونی ارکسترا» را بنیان نهاد. او همچنین انجمن جهانی آهنگسازان را پایه‌گذاری کرد که هدف آن اجرای آثار نو از آهنگسازان آمریکایی و اروپایی بود. وی با خلق آثاری چون هایپریزم و یونیزسیون (یونیزیشن) نام خود را به عنوان یک آهنگساز مدرن تثبیت کرد.

## زیبایی‌شناسی
ورز تمایل فراوانی داشت که موسیقی را به سمت و سویی کاملاً متفاوت بکشاند او می‌گوید: «من نمی‌توانم فرمانبر صداهایی باشم که پیش از این شنیده شده‌است».
او در تمام زندگی هنری خود در جستجوی صداهای تازه برای بیان موسیقی خود بود او گفته‌است: «موسیقی که باید زندگی کند و زندگی ببخشد به ابزار بیانی جدیدی نیاز دارد، و تنها دانش است که توانایی خلق این ابزار را دارد. من در رؤیای سازهایی هستم که از اندیشه‌های من پیروی کنند، سازهایی که بتوانم با ترکیب آنها به رنگ‌های مورد علاقه خود دسترسی پیدا کنم، سازهایی که توان اجرای اندیشه‌های موسیقایی من را داشته باشد».

## برخی ازآثار
- یک خواب بلند سیاه
- آمریکا
- دشتها (کویرها)
- شعر الکترونیک
- «تراکم ۲۱٫۵» برای فلوت تنها
- شب (روی شعری از هانری میشو Henri Michaux)

## شنیدن آثار
- youtube
- deezer